# Просто вместе (роман)
Просто вместе (фр. Ensemble, c'est tout) – второй роман французской писательницы Анны Гавальда, опубликованный в марте 2004 года.
В России книга была выпущена в 2007 году издательством «Астрель». Перевод на русский был выполнен Еленой Клоковой.

## Сюжет
Роман повествует о жизни молодых одиноких малоуспешных, в то же время талантливых людей.
Камилла Фок – симпатичная девушка 27-и лет, проживающая в крошечной комнатке на чердаке. Бывшая художница, страдает от стресса и анорексии и по ночам работает уборщицей.
Филибер Марке де ла Дурбельер – застенчивый неуклюжий 36-летний заикающийся продавец открыток. Происходит из благородной аристократической семьи. Интеллигентен и проявляет огромный интерес к истории. Проживает в огромной квартире, доставшейся ему по наследству.
Франк Лестафье – молодой талантливый повар в ресторане, снимает комнату в квартире Филибера. Присматривает за своей больной 83-летней бабушкой.
Судьба сводит их вместе под одной крышей, где узнав друг друга, они пытаются помочь друг другу пройти через трудности и изменить жизнь к лучшему.

## Экранизации
Роман лег в основу одноименного фильма режиссера Клода Берри. Фильм вышел на экраны в 2007 году. Главных героев сыграли Одри Тоту и Гийом Кане.